# نيل جوردن
نيل جوردن (بالإنجليزية: Neil Jordan)‏ مواليد 25 فبراير 1950 في سلايغو، جمهورية أيرلندا، مخرج وكاتب سيناريو أيرلندي بدأ مسيرته الفنية عام 1979. كما أنه من الفائزين بجائزة بافتا وجوائز الأوسكار.

## الأعمال
- لعبة البكاء
- مقابلة مع مصاص الدماء
- الشجاعة
- البورجياس

## وصلات خارجية
- الموقع الإلكتروني
- نيل جوردن على موقع IMDb (الإنجليزية)
- نيل جوردن على موقع الموسوعة البريطانية (الإنجليزية)
- نيل جوردن على موقع مونزينجر (الألمانية)
- نيل جوردن على موقع ألو سيني (الفرنسية)
- نيل جوردن على موقع تيرنر كلاسيك موفيز (الإنجليزية)
- نيل جوردن على موقع أول موفي (الإنجليزية)
- نيل جوردن على موقع بوكس أوفيس موجو (الإنجليزية)
- نيل جوردن على موقع قاعدة بيانات الأفلام السويدية (السويدية)
- نيل جوردن على موقع إن إن دي بي (الإنجليزية)
- نيل جوردن على موقع ديسكوغز (الإنجليزية)